# Andrej Winkler
Andrej Winkler, uváděn též jako Andreas Winkler (10. listopadu 1825 Nemci – 16. března 1916 Štýrský Hradec), byl rakouský právník a politik slovinské národnosti, v 2. polovině 19. století poslanec Říšské rady a zemský prezident Kraňska.

## Biografie
Základní školu a gymnázium vystudoval v Gorizii, kde roku 1844 maturoval. Do roku 1849 pak studoval práva na Vídeňské univerzitě. V roce 1847 působil jako domácí učitel v rodině Auerspergů. V letech 1848–1849 byl pomocným učitelem na gymnáziu v Gorizii a získal tehdy důkladnou znalost slovinského jazyka. V roce 1849 nastoupil k soudu v Gorizii. V roce 1850 složil soudcovské zkoušky v Terstu. Roku 1854 nastoupil jako aktuár do města Kanal ob Soči. Od roku 1857 byl soudním adjunktem v Sežaně. Od roku 1858 žil opět v Gorizii. Zapojil se zde do slovinského národního hnutí. Roku 1862 tu spoluzakládal slovinský čtenářský spolek a do roku 1866 mu i předsedal. V letech 1864–1876 zasedal ve výboru Slovinské matice. Roku 1865 byl jmenován okresním hejtmanem v Cormòns a roku 1868 v Tolminu. Od roku 1871 byl náměstkem místodržitele v Terstu. Zahájil praxi úřední komunikace s obcemi v regionu ve slovinském jazyce a zasadil se o rozvoj silniční sítě. Roku 1874 byl převeden na místodržitelství v Terstu. Roku 1875 získal titul dvorního rady. Vedl referát kultu a vzdělávání. Od roku 1876 působil na správním soudu ve Vídni.
Byl aktivní i v zákonodárných sborech. S obnovením ústavního systému vlády byl v roce 1861 zvolen za poslance Zemského sněmu Gorice a Gradišky. Zastupoval kurii venkovských obcí a jako jediný etnický Slovinec byl i členem zemského výboru. Opětovně se na sněm dostal v roce 1867 a 1870 (obvod Tolmin) a roku 1876 (kurie měst). V roce 1861 se sněm usnesl, že korespondence s národnostně slovinskými obcemi bude probíhat ve slovinštině. Podílel se na reformě volebního systému roku 1866, která rozdělila velkostatkářskou kurii na italskou a slovinskou sekci po třech mandátech. Za pomoci zemského hejtmana prosadil v roce 1869 dvojjazyčné jednání sněmu a zemské zákonodárství. Na podzim 1869 se ale proti němu postavila část mladší radikální generace Slovinců, když nepřipojil svůj podpis k petici za vytvoření jednotné slovinské korunní země (sloučením několika historických administrativních útvarů do jednoho).
Zasedal rovněž coby poslanec Říšské rady (celostátního parlamentu Předlitavska), kam nastoupil v prvních přímých volbách roku 1873 za kurii venkovských obcí v korunní zemi Gorice a Gradiška, obvod Gorice, Tolmin, Sežana atd. V roce 1873 se uvádí jako Andreas Winkler, c. k. dvorní rada správního soudu, bytem Vídeň. Ve volbách získal podporu od mladoslovinců i od vlády. Pro jeho voliče ale bylo zklamáním, že v praktickém působení na Říšské radě se přiklonil spíše k německorakouským liberálům (tzv. Ústavní strana) a přimykal se k centralistické vídeňské vládě. Oficiálně se ale nezřekl slovinského národního hnutí a voličům se snažil vyjít vstříc některými drobnými výsledky. Chtěl kandidovat i ve volbách roku 1879 a vydal za tím účelem propagační spis, ale vznikl proti němu značný odpor. Slovinci proti němu postavili vlastního kandidáta, ale Winkler byl znovu zvolen. V Říšské radě potom postupoval opět samostatně, nicméně v národnostních otázkách stál při slovinském táboru. Rezignaci oznámil na schůzi 30. listopadu 1880.
Od 5. května 1880 do 7. října 1892 zastával post zemského prezidenta Kraňska (v jiných korunních zemích byl převážně tento úřad nazýván zemským místodržícím). Do funkce ho ustanovila brzy po svém nástupu vláda Eduarda Taaffeho. Zpočátku musel značně taktizovat, protože v Kraňském zemském sněmu i v lublaňském zastupitelstvu měli většinu Němci. Do významných funkcí ve státní správě v Kraňsku postupně jmenoval představitele slovinského tábora, čímž přispěl k ukončení zdejší německé dominance. Podporoval rozvoj školství a silniční sítě. Z postu zemského prezidenta odešel poté, co se vláda Eduarda Taaffeho musela začít opírat o německé liberály, kteří tlačili na nové obsazení této funkce. Byl prvním a posledním zemským prezidentem Kraňska slovinské národnosti. Žil pak v Gorizii. Národní listy ho v roce 1910 označily za typ uvědomělého státního úředníka, který nikdy nezapomněl, že je Slovinec.
Během první světové války odešel z Gorizie kvůli blízkosti fronty do Štýrského Hradce. Zde zemřel v březnu 1916. Tehdy již měl titul barona.